# Electric Youth (gruppo musicale)
Gli Electric Youth sono un duo synth pop canadese di Toronto. Il duo è composto da Bronwyn Griffin (voce, compositore) e Austin Garrick (produttore, compositore, sintetizzatore, batteria).

## Carriera
Garrick e Griffin si frequentano dalla terza media. La svolta nella carriera del duo è arrivata nel 2011 quando la loro canzone A Real Hero, in collaborazione con i College, dedicata al comandante di aeroplani Chesley Sullenberger, è stata protagonista del film Drive. A Real Hero è stata nominata agli MTV Movie Awards 2012 nella categoria "Miglior musica".
La rivista Spin ha definito A Real Hero una delle 20 migliori canzoni del 2011. Contrariamente a quanto riportato in alcuni articoli della stampa, il nome del gruppo non deriva dall'omonimo album del 1989 della pop star Debbie Gibson.
Garrick ha detto questo alla rivista Rolling Stone in relazione al suono del gruppo:
"Il pensiero di ricreare il passato con la musica non è interessante per noi, è stato probabilmente il più grande equivoco della nostra musica e di cosa stiamo parlando finora. La realtà è che siamo molto più interessati a creare cose per il futuro che cose del passato. Siamo persone nostalgiche, non nel senso che desideriamo un tempo diverso, perché amiamo il presente, ma come non essere ricordati dall passato quando tutti giorni, vediamo la persona su cui abbiamo avuto una cotta dal 7º grado?".
Alla fine del 2013, gli Electric Youth hanno firmato un contratto con Last Gang Records e Secretly Canadian. Il 30 settembre 2014 esce l'album di debutto Innerworld distribuito dalle due etichette discografiche. All'album hanno contribuito Vince Clarke (Erasure/Yazoo/Depeche Mode) e Peter Mayes (PNAU/Empire of the Sun) che ha anche mixato. Innerworld include tracce già pubblicate come "The Best Thing" e "A Real Hero". Ha ricevuto ampi consensi dalla critica tra cui NME e NPR First Listen.
Rolling Stone ha elencato gli Electric Youth tra i "Dieci artisti che devi conoscere" nel 2014.
Gli Electric Youth hanno realizzato il loro primo tour negli Stati Uniti e in Canada nel novembre del 2014.
Nel 2019 sia Garrick che Griffin sono apparsi nel film documentario The Rise of the Synths, che ha esplorato le origini e la crescita dell genere Synthwave. Numerosi compositori della scena sono apparsi nel documentario, come John Carpenter che ha anche recitato e narrato il film.

## Discografia

### Album in studio
- 2014 - Innerworld (Secretly Canadian/Last Gang)
- 2017 - Breathing (colonna sonora) (Milan Records)
- 2019 - Memory Emotion

### Singoli/EP
- 2011 - Right Back to You (Watts Arcade)
- 2012 - A Real Hero feat College (Watts Arcade)
- 2014 - Runaway (Secretly Canadian/Last Gang)